# Dancing with the Stars (Magyarország, ötödik évad)
A Dancing with the Stars című táncos show-műsor ötödik évada 2024. október 26-án vette kezdetét a TV2-n.
2024 márciusában Fischer Gábor bejelentette, hogy 2024-ben elindul a műsor ötödik évadja.
A két műsorvezető változatlanul Lékai-Kiss Ramóna és Stohl András volt. Ebben az évadban először nem történt változás a zsűriben. A zsűritagok változatlanul Ördög Nóra, Szente Vajk és Juronics Tamás voltak. A TV2 Play-en futó Dancefloor című háttérműsort ebben az évadban Lissák Laura versenytáncos vezette. Az évad nyolc részes volt, és szombatonként sugározta a TV2. A döntőre december 14-én került sor, ahol az ötödik széria győztes párosa WhisperTon és Tóth Katica lett.

## Versenyzők
Az ötödik évad szereplőit szeptember 16-án mutatták be.
Südi Iringó párja eredetileg Galambos Lajos (Lagzi Lajcsi) trombitás mulatós énekes lett volna. Azonban nem kapott engedélyt ahhoz, hogy ideiglenesen elhagyja a házi őrizetet. Helyét Vomberg Frigyes mesterszakács vette át.
Szabó Zsófi a negyedik adástól Suti Andrással táncolt, mert partnere, Andrei Mangra sérülés miatt nem tudta folytatni a versenyt.

## Összesített eredmények
A páros továbbjutott
     A páros benne volt az utolsó háromban és a zsűri juttatta tovább
     A páros benne volt az utolsó háromban/kettőben és a közönség mentette meg
     A páros nem vett részt az adásban
     A páros kiesett
| #   | Párosok                     | Párosok         | 1. adás (október 26.) | 2. adás (november 2.) | 3. adás (november 9.) | 4. adás (november 16.) | 5. adás (november 23.) | 6. adás (november 30.) | 7. adás (december 7.) | 8. adás (december 14.)    |
| #   | Amatőrök                    | Profik          | 1. adás (október 26.) | 2. adás (november 2.) | 3. adás (november 9.) | 4. adás (november 16.) | 5. adás (november 23.) | 6. adás (november 30.) | 7. adás (december 7.) | 8. adás (december 14.)    |
| --- | --------------------------- | --------------- | --------------------- | --------------------- | --------------------- | ---------------------- | ---------------------- | ---------------------- | --------------------- | ------------------------- |
| 1.  | Strenner Antal (WhisperTon) | Tóth Katica     | Továbbjutottak        | Továbbjutottak        | Továbbjutottak        | Továbbjutottak         | Továbbjutottak         | Továbbjutottak         | Továbbjutottak        | 1. helyezettek a döntőben |
| 2.  | Szabó Zsófi                 | Suti András     | Mással táncolt        | Mással táncolt        | Mással táncolt        | Továbbjutottak         | Továbbjutottak         | Továbbjutottak         | Továbbjutottak        | 2. helyezettek a döntőben |
| 2.  | Szabó Zsófi                 | Andrei Mangra   | Továbbjutottak        | Továbbjutottak        | Továbbjutottak        | Nem vett részt         | Nem vett részt         | Nem vett részt         | Nem vett részt        | Nem vett részt            |
| 3.  | Törőcsik Franciska          | Baranya Dávid   | Továbbjutottak        | Továbbjutottak        | Továbbjutottak        | Veszélyzóna            | Továbbjutottak         | Veszélyzóna            | Veszélyzóna           | 3. helyezettek a döntőben |
| 4.  | Mihályfi Luca               | Hegyes Bertalan | Továbbjutottak        | Továbbjutottak        | Továbbjutottak        | Továbbjutottak         | Veszélyzóna            | Továbbjutottak         | Veszélyzóna           | Kiestek a 7. adásban      |
| 5.  | Tóth Gabi                   | Papp Máté Bence | Veszélyzóna           | Továbbjutottak        | Továbbjutottak        | Továbbjutottak         | Továbbjutottak         | Veszélyzóna            | Kiestek a 6. adásban  | Kiestek a 6. adásban      |
| 6.  | Kucsera Gábor               | Stana Alexandra | Továbbjutottak        | Továbbjutottak        | Továbbjutottak        | Továbbjutottak         | Veszélyzóna            | Kiestek az 5. adásban  | Kiestek az 5. adásban | Kiestek az 5. adásban     |
| 7.  | Vomberg Frigyes             | Südi Iringó     | Továbbjutottak        | Továbbjutottak        | Veszélyzóna           | Veszélyzóna            | Kiestek a 4. adásban   | Kiestek a 4. adásban   | Kiestek a 4. adásban  | Kiestek a 4. adásban      |
| 8.  | Hosszú Katinka              | Suti András     | Továbbjutottak        | Veszélyzóna           | Veszélyzóna           | Kiestek a 3. adásban   | Kiestek a 3. adásban   | Kiestek a 3. adásban   | Kiestek a 3. adásban  | Kiestek a 3. adásban      |
| 9.  | Papp Olivér (PSG Ogli)      | Szőke Zsuzsanna | Továbbjutottak        | Veszélyzóna           | Kiestek a 2. adásban  | Kiestek a 2. adásban   | Kiestek a 2. adásban   | Kiestek a 2. adásban   | Kiestek a 2. adásban  | Kiestek a 2. adásban      |
| 10. | Kamarás Norbert             | Sebesi Daniella | Veszélyzóna           | Kiestek az 1. adásban | Kiestek az 1. adásban | Kiestek az 1. adásban  | Kiestek az 1. adásban  | Kiestek az 1. adásban  | Kiestek az 1. adásban | Kiestek az 1. adásban     |

### Átlag zsűri pontszámok
| Helyezés átlag alapján | Helyezés a versenyben | Páros                                      | Adásonkénti pontszámok | Adásonkénti pontszámok | Adásonkénti pontszámok | Adásonkénti pontszámok | Adásonkénti pontszámok | Adásonkénti pontszámok | Adásonkénti pontszámok | Összpontszám | Táncok száma | Átlag |
| Helyezés átlag alapján | Helyezés a versenyben | Páros                                      | 1                      | 2                      | 3                      | 4                      | 5                      | 6                      | 7                      | Összpontszám | Táncok száma | Átlag |
| ---------------------- | --------------------- | ------------------------------------------ | ---------------------- | ---------------------- | ---------------------- | ---------------------- | ---------------------- | ---------------------- | ---------------------- | ------------ | ------------ | ----- |
| 1.                     | 1.                    | Strenner Antal (WhisperTon) és Tóth Katica | 25                     | 24                     | 26                     | 27                     | 29                     | 30+29=59               | 27+30=57               | 247          | 9            | 27,4  |
| 2.                     | 2.                    | Szabó Zsófi és Andrei Mangra / Suti András | 22                     | 25                     | 26                     | 26                     | 28                     | 30+29=59               | 29+30=59               | 245          | 9            | 27,2  |
| 3.                     | 3.                    | Törőcsik Franciska és Baranya Dávid        | 24                     | 23                     | 27                     | 25                     | 30                     | 27+28=55               | 28+30=58               | 242          | 9            | 26,8  |
| 4.                     | 4.                    | Mihályfi Luca és Hegyes Bertalan           | 24                     | 26                     | 25                     | 28                     | 27                     | 28+29=57               | 25+28=53               | 240          | 9            | 26,6  |
| 5.                     | 6.                    | Kucsera Gábor és Stana Alexandra           | 18                     | 24                     | 25                     | 27                     | 25                     |                        |                        | 119          | 5            | 23,8  |
| 6.                     | 8.                    | Hosszú Katinka és Suti András              | 21                     | 23                     | 25                     |                        |                        |                        |                        | 69           | 3            | 23    |
| 7.                     | 5.                    | Tóth Gabi és Papp Máté Bence               | 20                     | 21                     | 24                     | 21                     | 25                     | 25+24=49               |                        | 160          | 7            | 22,85 |
| 8.                     | 7.                    | Vomberg Frigyes és Südi Iringó             | 22                     | 20                     | 23                     | 22                     |                        |                        |                        | 87           | 4            | 21,75 |
| 9.                     | 10.                   | Kamarás Norbert és Sebesi Daniella         | 20                     |                        |                        |                        |                        |                        |                        | 20           | 1            | 20    |
| 10.                    | 9.                    | Papp Olivér (PSG Ogli) és Szőke Zsuzsanna  | 15                     | 20                     |                        |                        |                        |                        |                        | 35           | 2            | 17,5  |

A zöld pontszámok jelzik a legmagasabb pontszámot az adott héten
A piros pontszámok jelzik a legalacsonyabb pontszámot az adott héten

### Legmagasabb és legalacsonyabb zsűripontszámú produkciók
Az egyes táncok legmagasabb és legalacsonyabb pontszámú produkciói a zsűritagok pontozása alapján.
| Tánc          | Páros                                      | Legmagasabb pontszám | Páros                                     | Legalacsonyabb pontszám | Produkciók száma |
| ------------- | ------------------------------------------ | -------------------- | ----------------------------------------- | ----------------------- | ---------------- |
| bécsi keringő | Törőcsik Franciska és Baranya Dávid        | 30                   | Vomberg Frigyes és Südi Iringó            | 22                      | 6                |
| cha-cha-cha   | Törőcsik Franciska és Baranya Dávid        | 30                   | Vomberg Frigyes és Südi Iringó            | 20                      | 6                |
| charleston    | Strenner Antal (WhisperTon) és Tóth Katica | 26                   |                                           |                         | 1                |
| freestyle     | Tóth Gabi és Papp Máté Bence               | 25                   | Vomberg Frigyes és Südi Iringó            | 22                      | 2                |
| jive          | Strenner Antal (WhisperTon) és Tóth Katica | 29                   | Kamarás Norbert és Sebesi Daniella        | 20                      | 5                |
| kortárs       | Strenner Antal (WhisperTon) és Tóth Katica | 30                   | Mihályfi Luca és Hegyes Bertalan          | 26                      | 3                |
| pasodoble     | Szabó Zsófi és Suti András                 | 30                   | Papp Olivér (PSG Ogli) és Szőke Zsuzsanna | 15                      | 4                |
| quickstep     | Szabó Zsófi és Suti András                 | 30                   | Papp Olivér (PSG Ogli) és Szőke Zsuzsanna | 20                      | 5                |
| rumba         | Mihályfi Luca és Hegyes Bertalan           | 28                   | Tóth Gabi és Papp Máté Bence              | 20                      | 6                |
| salsa         | Szabó Zsófi és Suti András                 | 29                   | Mihályfi Luca és Hegyes Bertalan          | 24                      | 2                |
| samba         | Strenner Antal (WhisperTon) és Tóth Katica | 29                   | Kucsera Gábor és Stana Alexandra          | 18                      | 3                |
| showdance     | Szabó Zsófi és Suti András                 | 26                   | Törőcsik Franciska és Baranya Dávid       | 23                      | 3                |
| slowfox       | Szabó Zsófi és Suti András                 | 29                   | Törőcsik Franciska és Baranya Dávid       | 24                      | 3                |
| tangó         | Strenner Antal (WhisperTon) és Tóth Katica | 30                   | Tóth Gabi és Papp Máté Bence              | 21                      | 7                |

## Adások

### 1. adás (október 26.)
- Téma: Mindenki táncol!

| #  | Páros                                      | Tánc          | Zene                                           | Zsűri pontszámok | Zsűri pontszámok | Zsűri pontszámok | Zsűri pontszámok | Eredmény        |
| #  | Páros                                      | Tánc          | Zene                                           | Ördög Nóra       | Szente Vajk      | Juronics Tamás   | Összesen         | Eredmény        |
| -- | ------------------------------------------ | ------------- | ---------------------------------------------- | ---------------- | ---------------- | ---------------- | ---------------- | --------------- |
| 1  | Szabó Zsófi és Andrei Mangra               | tangó         | "Training Season" – Dua Lipa                   | 8                | 7                | 7                | 22               | Továbbjutottak  |
| 2  | Kucsera Gábor és Stana Alexandra           | samba         | "Love Not War (The Tampa Beat)" – Jason Derulo | 6                | 6                | 6                | 18               | Továbbjutottak  |
| 3  | Kamarás Norbert és Sebesi Daniella         | jive          | "Magány vagány" – VALMAR                       | 6                | 7                | 7                | 20               | Kiestek         |
| 4  | Hosszú Katinka és Suti András              | quickstep     | "Maniac" – Michael Sembello                    | 7                | 7                | 7                | 21               | Továbbjutottak  |
| 5  | Mihályfi Luca és Hegyes Bertalan           | salsa         | "Don't Call Me Up" – Mabel                     | 8                | 8                | 8                | 24               | Továbbjutottak  |
| 6  | Papp Olivér (PSG Ogli) és Szőke Zsuzsanna  | pasodoble     | "Supermodel" – Måneskin                        | 5                | 5                | 5                | 15               | Továbbjutottak  |
| 7  | Törőcsik Franciska és Baranya Dávid        | slowfox       | "River" – Bishop Briggs                        | 8                | 8                | 8                | 24               | Továbbjutottak  |
| 8  | Strenner Antal (WhisperTon) és Tóth Katica | showdance     | "Beautiful Things" – Benson Boone              | 9                | 8                | 8                | 25               | Továbbjutottak  |
| 9  | Tóth Gabi és Papp Máté Bence               | rumba         | "Két összeillő ember" – Szécsi Pál             | 7                | 6                | 7                | 20               | Utolsó előttiek |
| 10 | Vomberg Frigyes és Südi Iringó             | bécsi keringő | "Die with a Smile" – Lady Gaga, Bruno Mars     | 8                | 7                | 7                | 22               | Továbbjutottak  |

### 2. adás (november 2.)
- Téma: Halloween show

| # | Páros                                      | Tánc          | Zene                                                 | Téma                 | Zsűri pontszámok | Zsűri pontszámok | Zsűri pontszámok | Zsűri pontszámok | Eredmény        |
| # | Páros                                      | Tánc          | Zene                                                 | Téma                 | Ördög Nóra       | Szente Vajk      | Juronics Tamás   | Összesen         | Eredmény        |
| - | ------------------------------------------ | ------------- | ---------------------------------------------------- | -------------------- | ---------------- | ---------------- | ---------------- | ---------------- | --------------- |
| 1 | Vomberg Frigyes és Südi Iringó             | cha-cha-cha   | "Ghostbusters (I'm Not Afraid)" – Fall Out Boy       | Szellemírtók         | 7                | 7                | 6                | 20               | Továbbjutottak  |
| 2 | Hosszú Katinka és Suti András              | tangó         | "Bloody Mary" – Lady Gaga                            | Wednesday            | 8                | 8                | 7                | 23               | Utolsó előttiek |
| 3 | Kucsera Gábor és Stana Alexandra           | bécsi keringő | "Creep" – Vincint                                    | Vámpírok bálja       | 8                | 8                | 8                | 24               | Továbbjutottak  |
| 4 | Törőcsik Franciska és Baranya Dávid        | showdance     | "Dark Horse" – Katy Perry ft. Juicy J                | Ollókezű Edward      | 7                | 8                | 8                | 23               | Továbbjutottak  |
| 5 | Papp Olivér (PSG Ogli) és Szőke Zsuzsanna  | quickstep     | "Lifestyles of the Rich and Famous" – Good Charlotte | csokit vagy csalunk! | 6                | 7                | 7                | 20               | Kiestek         |
| 6 | Mihályfi Luca és Hegyes Bertalan           | kortárs       | "Believer" – Imagine Dragons                         | fekete özvegy        | 9                | 9                | 8                | 26               | Továbbjutottak  |
| 7 | Szabó Zsófi és Andrei Mangra               | rumba         | "Russian Roulette" – Rihanna                         | szerelem             | 8                | 8                | 9                | 25               | Továbbjutottak  |
| 8 | Strenner Antal (WhisperTon) és Tóth Katica | pasodoble     | "Supermassive Black Hole" – Muse                     | Alkonyat             | 8                | 8                | 8                | 24               | Továbbjutottak  |
| 9 | Tóth Gabi és Papp Máté Bence               | jive          | "Thnks fr th Mmrs" – Fall Out Boy                    | bohóc                | 7                | 7                | 7                | 21               | Továbbjutottak  |

### 3. adás (november 9.)
- Téma: Táncol a család

| # | Páros                                                            | Tánc          | Zene                                         | Zsűri pontszámok | Zsűri pontszámok | Zsűri pontszámok | Zsűri pontszámok | Eredmény        |
| # | Páros                                                            | Tánc          | Zene                                         | Ördög Nóra       | Szente Vajk      | Juronics Tamás   | Összesen         | Eredmény        |
| - | ---------------------------------------------------------------- | ------------- | -------------------------------------------- | ---------------- | ---------------- | ---------------- | ---------------- | --------------- |
| 1 | Mihályfi Luca, Hegyes Bertalan és Mihályfi Balázs                | quickstep     | "Next to Me" – Emeli Sandé                   | 9                | 8                | 8                | 25               | Továbbjutottak  |
| 2 | Szabó Zsófi, Andrei Mangra és Berkes Anna                        | cha-cha-cha   | "Hush Hush" – Pussycat Dolls                 | 8                | 9                | 9                | 26               | Továbbjutottak  |
| 3 | Vomberg Frigyes, Südi Iringó és ifj. Vomberg Frigyes             | pasodoble     | "Illúzió" – Hooligans                        | 8                | 8                | 7                | 23               | Utolsó előttiek |
| 4 | Törőcsik Franciska, Baranya Dávid és Törőcsik Hanna (Kozmofobe)  | kortárs       | "Az a hely" – Kozmofobe & Törőcsik Franciska | 9                | 9                | 9                | 27               | Továbbjutottak  |
| 5 | Tóth Gabi, Papp Máté Bence és Tóth István                        | bécsi keringő | "Stop!" – Sam Brown                          | 8                | 8                | 8                | 24               | Továbbjutottak  |
| 6 | Kucsera Gábor, Stana Alexandra és Tápai Szabina                  | tangó         | "Fight for This Love" – Cheryl Cole          | 9                | 8                | 8                | 25               | Továbbjutottak  |
| 7 | Hosszú Katinka, Suti András és Gelencsér Máté                    | rumba         | "Hello" – Adele                              | 8                | 8                | 8                | 24               | Kiestek         |
| 8 | Strenner Antal (WhisperTon) és Tóth Katica és id. Strenner Antal | charleston    | "Umbrella" – The Baseballs                   | 8                | 9                | 9                | 26               | Továbbjutottak  |

### 4. adás (november 16.)
Szabó Zsófi partnere, Andrei Mangra sérülés miatt nem tudta folytatni a versenyt. Helyét Suti András vette át.
- Téma: Video Disco

| # | Páros                                      | Tánc        | Zene                                           | Zsűri pontszámok | Zsűri pontszámok | Zsűri pontszámok | Zsűri pontszámok | Eredmény        |
| # | Páros                                      | Tánc        | Zene                                           | Ördög Nóra       | Szente Vajk      | Juronics Tamás   | Összesen         | Eredmény        |
| - | ------------------------------------------ | ----------- | ---------------------------------------------- | ---------------- | ---------------- | ---------------- | ---------------- | --------------- |
| 1 | Szabó Zsófi és Suti András                 | showdance   | "Oops!… I Did It Again" – Britney Spears       | 8                | 9                | 9                | 26               | Továbbjutottak  |
| 2 | Törőcsik Franciska és Baranya Dávid        | jive        | "Sk8er Boi" – Avril Lavigne                    | 8                | 9                | 8                | 25               | Utolsó előttiek |
| 3 | Vomberg Frigyes és Südi Iringó             | freestyle   | "Yeah!" – Usher ft. Lil Jon, Ludacris          | 7                | 8                | 7                | 22               | Kiestek         |
| 4 | Tóth Gabi és Papp Máté Bence               | tangó       | "SexyBack" – Justin Timberlake ft. Timbaland   | 7                | 7                | 7                | 21               | Továbbjutottak  |
| 5 | Kucsera Gábor és Stana Alexandra           | rumba       | "Only Time" – Enya                             | 9                | 9                | 9                | 27               | Továbbjutottak  |
| 6 | Strenner Antal (WhisperTon) és Tóth Katica | slowfox     | "Anyone of Us (Stupid Mistake)" – Gareth Gates | 9                | 9                | 9                | 27               | Továbbjutottak  |
| 7 | Mihályfi Luca és Hegyes Bertalan           | cha-cha-cha | "Szeresd a testem" – Baby Sisters              | 9                | 9                | 10               | 28               | Továbbjutottak  |

### 5. adás (november 23.)
- Téma: Elvarázsolt táncok

| #      | Páros                                      | Tánc          | Zene                                            | Zsűri pontszámok | Zsűri pontszámok | Zsűri pontszámok | Zsűri pontszámok | Eredmény        |
| #      | Páros                                      | Tánc          | Zene                                            | Ördög Nóra       | Szente Vajk      | Juronics Tamás   | Összesen         | Eredmény        |
| ------ | ------------------------------------------ | ------------- | ----------------------------------------------- | ---------------- | ---------------- | ---------------- | ---------------- | --------------- |
| 1      | Mihályfi Luca és Hegyes Bertalan           | tangó         | "Dernière Danse" – Indila                       | 9                | 9                | 9                | 27               | Utolsó előttiek |
| 2      | Tóth Gabi és Papp Máté Bence               | freestyle     | "Elég volt" – Tóth Gabi                         | 9                | 8                | 8                | 25               | Továbbjutottak  |
| 3      | Strenner Antal (WhisperTon) és Tóth Katica | samba         | "Light It Up" – Major Lazer ft. Nyla & Fuse ODG | 10               | 10               | 9                | 29               | Továbbjutottak  |
| 4      | Törőcsik Franciska és Baranya Dávid        | cha-cha-cha   | "What You Waiting For?" – Gwen Stefani          | 10               | 10               | 10               | 30               | Továbbjutottak  |
| 5      | Kucsera Gábor és Stana Alexandra           | jive          | "Monday Morning" – Melanie Fiona                | 8                | 9                | 8                | 25               | Kiestek         |
| 6      | Szabó Zsófi és Suti András                 | bécsi keringő | "7 Rings" – Ariana Grande                       | 9                | 10               | 9                | 28               | Továbbjutottak  |
| Párbaj |                                            |               |                                                 |                  |                  |                  |                  |                 |
| 7      | Kucsera Gábor és Stana Alexandra           | showdance     | "Gangnam Style" – Psy                           | +1               | +1               |                  | +2               |                 |
| 7      | Tóth Gabi és Papp Máté Bence               | showdance     | "Gangnam Style" – Psy                           |                  |                  | +1               | +1               |                 |
| 8      | Mihályfi Luca és Hegyes Bertalan           | showdance     | "Run the World (Girls)" – Beyoncé Knowles       | +1               |                  | +1               | +2               |                 |
| 8      | Szabó Zsófi és Suti András                 | showdance     | "Run the World (Girls)" – Beyoncé Knowles       |                  | +1               |                  | +1               |                 |
| 9      | Strenner Antal (WhisperTon) és Tóth Katica | showdance     | "Party Rock Anthem" – LMFAO                     | +1               | +1               |                  | +2               |                 |
| 9      | Törőcsik Franciska és Baranya Dávid        | showdance     | "Party Rock Anthem" – LMFAO                     |                  |                  | +1               | +1               |                 |

### 6. adás (november 30.)
- Téma: Páratlan párosok

| #              | Páros                                                       | Tánc          | Zene                                                    | Zsűri pontszámok | Zsűri pontszámok | Zsűri pontszámok | Zsűri pontszámok | Eredmény        |
| #              | Páros                                                       | Tánc          | Zene                                                    | Ördög Nóra       | Szente Vajk      | Juronics Tamás   | Összesen         | Eredmény        |
| -------------- | ----------------------------------------------------------- | ------------- | ------------------------------------------------------- | ---------------- | ---------------- | ---------------- | ---------------- | --------------- |
| 1              | Tóth Gabi és Papp Máté Bence                                | quickstep     | "The Way to Your Heart" – Soulsister                    | 9                | 8                | 8                | 25               | Kiestek         |
| 2              | Mihályfi Luca és Hegyes Bertalan                            | bécsi keringő | "Lose Control" – Teddy Swims                            | 10               | 10               | 8                | 28               | Továbbjutottak  |
| 3              | Strenner Antal (WhisperTon) és Tóth Katica                  | tangó         | "Highway to Hell" – AC/DC                               | 10               | 10               | 10               | 30               | Továbbjutottak  |
| 4              | Törőcsik Franciska és Baranya Dávid                         | rumba         | "Give In to Me" – Glennis Grace                         | 9                | 9                | 9                | 27               | Utolsó előttiek |
| 5              | Szabó Zsófi és Suti András                                  | pasodoble     | "Uccen" – Taalbi Brothers                               | 10               | 10               | 10               | 30               | Továbbjutottak  |
| Páratlan páros |                                                             |               |                                                         |                  |                  |                  |                  |                 |
| 6              | Tóth Gabi, Papp Máté Bence és Baranya Dávid                 | cha-cha-cha   | "Sugar" – Robin Schulz ft. Francesco Yates              | 8                | 8                | 8                | 24               |                 |
| 7              | Mihályfi Luca, Hegyes Bertalan és Suti András               | szamba        | "Loca" – Shakira ft. Dizzee Rascal                      | 9                | 10               | 10               | 29               |                 |
| 8              | Törőcsik Franciska, Baranya Dávid és Papp Máté Bence        | tangó         | "Maneater" – Nelly Furtado                              | 9                | 9                | 10               | 28               |                 |
| 9              | Szabó Zsófi, Suti András és Hegyes Bertalan                 | salsa         | "Instruction" – Jax Jones ft. Demi Lovato, Stefflon Don | 10               | 10               | 9                | 29               |                 |
| 10             | Strenner Antal (WhisperTon), Tóth Katica és Stana Alexandra | jive          | "Casino Twist" – Hungária                               | 10               | 9                | 10               | 29               |                 |

### 7. adás – Elődöntő (december 7.)
Az elődöntőben két páros került a veszélyzónába és az ő sorsukról kizárólag a második körben leadott nézői szavazatok döntöttek.
- Téma: Winter is Coming

| # | Páros                                      | Tánc          | Zene                                                                               | Zsűri pontszámok | Zsűri pontszámok | Zsűri pontszámok | Zsűri pontszámok | Eredmény        |
| # | Páros                                      | Tánc          | Zene                                                                               | Ördög Nóra       | Szente Vajk      | Juronics Tamás   | Összesen         | Eredmény        |
| - | ------------------------------------------ | ------------- | ---------------------------------------------------------------------------------- | ---------------- | ---------------- | ---------------- | ---------------- | --------------- |
| 1 | Mihályfi Luca és Hegyes Bertalan           | jive          | "Jingle Bell Rock" – Bobby Helms                                                   | 8                | 9                | 8                | 25               | Kiestek         |
| 7 | Mihályfi Luca és Hegyes Bertalan           | rumba         | "Legyen ünnep" – Demjén Ferenc                                                     | 9                | 10               | 9                | 28               | Kiestek         |
| 2 | Törőcsik Franciska és Baranya Dávid        | samba         | "Santa's Coming for Us" – Sia és Greg Kurstin                                      | 9                | 10               | 9                | 28               | Utolsó előttiek |
| 5 | Törőcsik Franciska és Baranya Dávid        | bécsi keringő | "Once Upon a December" – Liz Callaway                                              | 10               | 10               | 10               | 30               | Utolsó előttiek |
| 3 | Szabó Zsófi és Suti András                 | slowfox       | "It's Beginning to Look a Lot Like Christmas" – Michael Bublé                      | 10               | 9                | 10               | 29               | Továbbjutottak  |
| 6 | Szabó Zsófi és Suti András                 | quickstep     | "Merry Christmas Everyone" – Shakin’ Stevens                                       | 10               | 10               | 10               | 30               | Továbbjutottak  |
| 4 | Strenner Antal (WhisperTon) és Tóth Katica | cha-cha-cha   | "Álmodd meg a csodát!" – Király Linda, Király Viktor, Radics Gigi, Bereczki Zoltán | 9                | 9                | 9                | 27               | Továbbjutottak  |
| 8 | Strenner Antal (WhisperTon) és Tóth Katica | kortárs       | "Carol Of The Bells" – Lindsey Stirling                                            | 10               | 10               | 10               | 30               | Továbbjutottak  |

### 8. adás – Döntő (december 14.)
A döntőben a zsűri nem pontozott, csak szóban mondtak véleményt a produkciókról, a párosok sorsáról kizárólag a nézői szavazatok döntöttek. A döntős párosokra már az elődöntő végétől szavazhattak a nézők emelt díjas hanghívással.
- Téma: Finálé (a páros által választott tánc, eddig még be nem mutatott tánc, az első adás tánca)
- Extra produkciók:
- Kiesett versenyzők (Kucsera Gábor és Stana Alexandra, Kamarás Norbert és Sebesi Daniella, Hosszú Katinka és Bődi Dénes, Mihályfi Luca és Hegyes Bertalan, Papp Olivér (PSG Ogli) és Szőke Zsuzsanna, Tóth Gabi és Papp Máté Bence, Vomberg Frigyes és Südi Iringó) produkciója
- Marics Peti, Stana Alexandra és Márkus Luca produkciója

| # | Páros                                      | Tánc          | Zene                                            | Eredmény       |
| - | ------------------------------------------ | ------------- | ----------------------------------------------- | -------------- |
| 1 | Törőcsik Franciska és Baranya Dávid        | cha-cha-cha   | "What You Waiting For?" – Gwen Stefani          | 3. helyezettek |
| 4 | Törőcsik Franciska és Baranya Dávid        | pasodoble     | "Into the Unknown" – Panic! at the Disco        | 3. helyezettek |
| 7 | Törőcsik Franciska és Baranya Dávid        | slowfox       | "River" – Bishop Briggs                         | 3. helyezettek |
| 2 | Szabó Zsófi és Suti András                 | bécsi keringő | "7 Rings" – Ariana Grande                       | 2. helyezettek |
| 5 | Szabó Zsófi és Suti András                 | kortárs       | "Survivor" – Destiny’s Child                    | 2. helyezettek |
| 8 | Szabó Zsófi és Suti András                 | tangó         | "Training Season" – Dua Lipa                    | 2. helyezettek |
| 3 | Strenner Antal (WhisperTon) és Tóth Katica | samba         | "Light It Up" – Major Lazer ft. Nyla & Fuse ODG | Győztesek      |
| 6 | Strenner Antal (WhisperTon) és Tóth Katica | bécsi keringő | "You Are The Reason" – Calum Scott              | Győztesek      |
| 9 | Strenner Antal (WhisperTon) és Tóth Katica | showdance     | "Beautiful Things" – Benson Boone               | Győztesek      |

A nézői szavazatok alapján az ötödik évadot Strenner Antal (WhisperTon) és Tóth Katica  nyerte.

## Nézettség
A +4-es adatok a teljes lakosságra, a 18–59-es adatok a célközönségre és a 18–49-es  fiatalokra vonatkozik. A táblázat csak a TV2 által főműsoridőben sugárzott adások adatait mutatja.
| Epizód | Vetítés            | Idősáv        | Teljes lakosság (+4) | Teljes lakosság (+4) | Teljes lakosság (+4) | Célközönség (18–59) | Célközönség (18–59) | Célközönség (18–59) | Forrás |
| Epizód | Vetítés            | Idősáv        | AMR (fő)             | SHR (%)              | Heti helyezés        | AMR (fő)            | SHR (%)             | Heti helyezés       | Forrás |
| ------ | ------------------ | ------------- | -------------------- | -------------------- | -------------------- | ------------------- | ------------------- | ------------------- | ------ |
| 1.     | 2024. október 26.  | szombat 19:30 | 777 873              | 21,3                 | 1.                   | 285 760             | 15,0                | 8.                  | [ 3 ]  |
| 2.     | 2024. november 2.  | szombat 19:30 | 740 762              | 18,8                 | 3.                   | 291 022             | 13,9                | 7.                  | [ 4 ]  |
| 3.     | 2024. november 9.  | szombat 19:30 | 751 051              | 19,5                 | 1.                   | 274 880             | 14,0                | 9.                  | [ 5 ]  |
| 4.     | 2024. november 16. | szombat 19:30 | 675 042              | 17,6                 | 5.                   | 238 768             | 11,8                | 11.                 | [ 6 ]  |
| 5.     | 2024. november 23. | szombat 19:05 | 759 117              | 19,8                 | 4.                   | 255 446             | 13,5                | 12.                 | [ 7 ]  |
| 6.     | 2024. november 30. | szombat 19:15 | 690 021              | 17,8                 | 5.                   | 236 565             | 12,0                | 9.                  | [ 8 ]  |
| 7.     | 2024. december 7.  | szombat 19:15 | 649 237              | 17,1                 | 6.                   | 212 571             | 11,3                | 11.                 | [ 9 ]  |
| 8.     | 2024. december 14. | szombat 19:15 | 796 382              | 21,5                 | 2.                   | 296 583             | 16,0                | 4.                  | [ 10 ] |